# Matti ja Teppo
Matti ja Teppo („Matti und Teppo“) ist ein finnisches Schlagerduo, das aus den Brüdern Matti Tapio Ruohonen (* 1949) und Teppo Ilmari Ruohonen (* 1948) aus Turku besteht.
Zu den bekannten Liedern der Band gehören Kissankultaa, Mä joka päivä töitä teen, Kaiken takana on nainen und Näitä polkuja tallaan.

## Bandgeschichte
Matti und Teppo begannen schon als Kinder zusammen mit ihrem Bruder, dem Tenor Seppo Ruohonen (* 1946 in Turku; † 2020), aufzutreten. Das Debütalbum Matti ja Teppo wurde 1972 veröffentlicht. Im Jahr 1975 gründeten sie die Produktionsfirma M&T Production.
Matti ja Teppo haben über eine Million Alben (die Goldstatus erreicht haben) verkauft und sind damit nach Eppu Normaali die meistverkaufte Band in Finnland. Insgesamt haben sie rund zwei Millionen Alben verkauft.

## Diskografie

### Alben
- Matti ja Teppo (1972)
- Ota kiinni (1975) Gold
- Cara Mia (1976) Gold
- Sait mitä hait (1977) Gold
- Et voi tulla rajan taa (1981) Gold + Platin ×2Doppelplatin
- Pidä itsestäsi huolta (1982) Gold + Platin ×2Doppelplatin
- Minuun voit luottaa (1983) Gold + Platin
- Kuulut aikaan parhaimpaan (1984) Gold
- Lauluja sinulle (1984)
- Matti & Teppo (1986) Gold
- Matti ja Teppo ’87 (1987) Gold
- Aito tunne (1989) Gold + Platin
- Joulu on rakkautta (1989) Gold
- Suuret valssisuosikit (1990) Gold + Platin
- Taivaan merkit (1991) Gold
- Jää mun luo (1992) Gold
- Kaikki peliin (1994) Gold
- Suuret valssisuosikit 2 (1995) Gold
- Toivon ja hiljaisuuden lauluja (1995) Gold
- Luotuja kulkemaan (1997)
- Suuret valssisuosikit 3 (1998)
- Toivon ja hiljaisuuden lauluja 2 (1999)
- Ensimmäinen (2001) Gold
- Hänelle (2003) Gold
- Joulun aika (2004)
- Pöytä täyteen (2006) Gold
- Toivon ja hiljaisuuden lauluja 3 (2006)
- Satoi tai paistoi (2008) Gold
- Peruskallio (2010) Gold
- Meidän paikka (2012)
- Yksinoikeudella (2014)
- Nostalgiaa (2017)
- Enemmän (2019)
- Ollaan kuin ennen (2022)

### Kompilationen
- Täyskymppi 1969–1979 (1979) Gold
- Parhaat 1 (1985) Gold + Platin
- Parhaat 2 (1986) Gold
- Kaksi alkuperäistä: Pidä itsestäsi huolta / Minuun voit luottaa (1991)
- Vauhti kiihtyy (1993)
- Kaikki hitit (2001) Gold
- Kaikkien aikojen valssisuosikit (2002)
- Näin se kesäloma toimii (2002)
- 35 v. juhlalevy (2004) Gold + Platin
- 40 v. juhlalevy  (2009) Gold
- 45 v. juhlalevy (2014)
- 50 v. juhlalevy (2019)